# 1-е Цвітове
1-е Цвітове (рос. 1-е Цветово) — присілок в Курському районі Курської області Російської Федерації.
Населення становить 1151 особу. Входить до складу муніципального утворення Новопоселенівська сільрада.

## Історія
Населений пункт розташований на території українського етнічного та культурного краю Східна Слобожанщина.
Від 2004 року входить до складу муніципального утворення Новопоселенівська сільрада.

## Населення
| 2002 | 2010  |
| ---- | ----- |
| 978  | ↗1151 |